# Edoardo Ciabattini
Edoardo Ciabattini (San Miniato, 18 settembre 1989) è un pallavolista italiano.
Gioca nel ruolo di libero.

## Carriera
La carriera di Edoardo Ciabattini inizia nelle formazioni giovanili della Volley Lupi Santa Croce, periodo in cui riceve anche alcune convocazioni dalla nazionale italiana Under-19. Dopo una parentesi in Serie B1 con l'Invicta Grosseto viene aggregato alla prima squadra santacrocese, con cui esordisce in Serie A2 nella stagione 2007-08; ricoprendo il ruolo di riserva di Francesco Pieri, arriva fino ai quarti di finale dei play-off promozione.  L'anno successivo approda nel massimo campionato italiano, con la maglia della Pallavolo Modena, dove rimane per tre annate, raggiungendo come massimi risultati una semifinale scudetto e una semifinale di Coppa Italia; esordisce inoltre in una competizione europea, la Coppa CEV. Si trasferisce poi alla Gabeca Pallavolo, arrivando fino alla semifinale di Coppa CEV, prima di tornare in Serie A2, accettando la proposta del Volley Brolo e contribuendo alla salvezza del club siciliano.